# Heinrich Köselitz
Heinrich Köselitz, plus connu sous le pseudonyme de Peter Gast, est un compositeur allemand, né à Annaberg le 10 janvier 1854 et mort dans la même ville le 15 août 1918. Il est resté célèbre pour son amitié pour le philosophe Friedrich Nietzsche dont il sera en quelque sorte un secrétaire à distance. Il est le frère du peintre Rudolf Köselitz (de).

## Biographie
Fils d'un industriel saxon, vice-bourgmestre d'Annaberg, Johann Heinrich Köselitz reçoit l'essentiel de sa formation musicale de 1872 à 1874 auprès du cantor de l'église Saint-Thomas de Leipzig, Ernst Friedrich Richter, tout en commençant des études de philosophie de l'Université de Leipzig. En 1875, à la suite de la lecture de la Naissance de la tragédie, il décide de se rendre à Bâle, en compagnie de son ami Paul Widemann, pour y suivre les leçons du jeune Friedrich Nietzsche, qui est alors professeur de philologie classique à l'Université de Bâle, ainsi que celles de ses éminents collègues Franz Overbeck, spécialiste de l'histoire de l'Église, et Jacob Burckhardt, qui enseigne alors son histoire de la civilisation grecque. Précédés de la recommandation d'Ernst Schmeitzner, que Paul Widemann a convaincu de publier les nouveaux ouvrages de Nietzsche et d'Overbeck, les deux amis reçoivent un accueil chaleureux. Très vite, leur amour commun pour la musique, en particulier pour celle de Richard Wagner, installe une familiarité entre professeurs et élèves, qui prend la forme de longues promenades, animées de riches conversations, et de soirées chez Nietzsche, au cours desquelles celui-ci révèle au piano la richesse orchestrale de son jeu. Köselitz devient alors peu à peu un confident privilégié des projets intellectuels de Nietzsche. Un jour, vers la fin avril 1876, celui-ci lui parle d'un petit écrit qu'il vient de consacrer à Wagner, mais qu'il juge trop personnel pour être publié. Autorisé à lire le manuscrit, Köselitz ne peut s'empêcher de manifester à Nietzsche son enthousiasme, lui exprimant « quelle perte irréparable ce serait si cette Considération devait rester à l'état d'ébauche. » Nietzsche ayant eu entre-temps l'idée de l'offrir à Wagner pour son anniversaire, il lui propose d'en établir une copie, qui « semble lui plaire et réveille même si bien son intérêt pour sa propre œuvre, qu'au lieu de l'envoyer à Bayreuth, il en fait un manuscrit pour Schmeitzner », complétée de trois nouveaux chapitres.
À partir de cette époque, Köselitz assiste Nietzsche pour la publication de ses œuvres, en recopiant ses manuscrits, non sans se prononcer régulièrement sur leur contenu, parfois leur style, « améliorant même d'autorité telle ou telle expression » (Curt Paul Janz).
En 1878, il part s'installer à Venise, où il séjourne de nombreuses années, se consacrant essentiellement à la composition de ses deux seuls opéras achevés : Scherz, List und Rache (opéra comique d'après Goethe, 1880-1888) et Der Löwe von Venedig (1884-91), version allemande du Il matrimonio segreto de Metastase que Cimarosa a mis en musique en 1792. Nietzsche s'enthousiasme pour cette dernière œuvre, qu'il cherche en vain auprès des plus grands chefs d'orchestre de l'époque à faire représenter. C'est alors que, dans le but de faciliter, pense-t-il, l'accès de son opéra aux scènes italiennes, le philosophe incite Köselitz à le faire éditer sous un pseudonyme qu'il invente : Pietro Gasti, en allemand Peter Gast.
Après l'effondrement psychique de Nietzsche en 1889, Köselitz accepte la proposition d'Overbeck de suspendre provisoirement la publication d'Ecce Homo, dont Nietzsche lui avait déjà envoyé le manuscrit pour en préparer l'édition, ainsi que celle de L'Antéchrist, pour que leurs aspects excessifs ne nuisent pas à la réputation du philosophe et au succès naissant de ses ouvrages antérieurs. En 1892, l'éditeur Naumann confie l'édition des Œuvres complètes à Köselitz, en donnant la priorité à la publication du Zarathoustra pour la première fois en intégralité (la partie IV n'avait fait l'objet que d'un tirage à usage privé), pourvu d'une large introduction signée Peter Gast. Suivent les Considérations inactuelles, puis, en 1893, Humain, trop humain, Par-delà bien et mal et La Généalogie de la morale, chacune de ces œuvres dotée d'une préface, dans laquelle il en propose son interprétation, cherchant à l'étayer à partir des expériences et des impressions personnelles du temps de son étroite collaboration avec Nietzsche. Mais en octobre 1893, Elisabeth Förster-Nietzsche, de retour du Paraguay, refuse toute légitimité à l'ancien secrétaire de Nietzsche et fait envoyer au pilon tous les ouvrages édités sous sa responsabilité, allant jusqu'à le faire discréditer dans la presse. Köselitz, dont le travail n'est pas protégé par un contrat avec l'éditeur, doit s'incliner et lui remettre tous les manuscrits qu'il a soigneusement collectés et rassemblés, en particulier tout ce qui n'avait pas été édité : le Nachlass, édité en français sous le terme de fragments posthumes. En 1899, pourtant, la sœur de Nietzsche, qui a créé entre-temps les Archives Nietzsche (de), le sollicite pour l'assister dans l'édition de la correspondance, puis des cahiers de Nietzsche restés à l'état manuscrit, lui seul étant capable alors de déchiffrer l'écriture du philosophe. Köselitz accepte alors de collaborer activement à une compilation de 483 aphorismes posthumes, éditée en 1901 sous le titre : La Volonté de puissance, élargie à 1067 aphorismes en 1906. Rompant de nouveau en 1909 avec l'entreprise de falsification et d'orientation idéologique d'Elisabeth Förster-Nietzsche, il se retire dans son « jardin d'Epicure » à Annaberg pour y mener des jours paisibles, consacrant ses dernières années à l'écriture d'essais et de poèmes, empruntant quelquefois dans ces derniers les tournures de langage propres à sa région, l'Erzgebirge.

## Œuvres
- Scherz, List und Rache (Komische Oper, nach Goethe-Text, (1881/82))
- Williram und Siegeer (Opernentwurf, Tragédie, (1878–1880)
- König Wenzel (Opernentwurf um 1889)
- Miska-Csárdás (1885)
- Helle Nächte (1887, Arnold Böcklein gewidmet, genannt „Ungarische Sinfonie“)
- Der Löwe von Venedig (Oper, 1. Fassung 1884–1891)
- Lieder (Op. 1-9), Arien und musikalische Dichtungen wie z.B. Lethe, Nachtfeier, Waldweben, (entstanden zwischen 1893 und 1905), er vertonte u.a. Lyrik von Rudolf Baumbach, Anna Klie, Friedrich Daumer, Conrad Ferdinand Meyer, Johann Wolfgang von Goethe, Paul Heyse, Joseph von Eichendorff, Friedrich Rückert, Kurt von Zelau, Max Zerbst, Anna Ritter, Friedrich Hebbel, Ludwig Uhland, Wilhelm Müller, Anton Ohorn (de). Diese Werke sind um 1900 bei Friedrich Hofmeister in Leipzig verlegt worden.
- Schauspielmusik zum Harzfestspiel Walpurgis von E. Wachler (1903)
- Reichshymne für Kirche, Schule und Vaterland (Orgel, Chor, Posaunenchor, 1916)

Textes en haut allemand et en dialecte
- Verwerrtes Volk (1893),
- Pfarrer Wildsche und einige andere Gedichte (1896)
- Aphorismen zur Lebensweisheit (um 1900)